# Wołosiw
Wołosiw (ukr. Волосів) – wieś na Ukrainie, w obwodzie żytomierskim, w rejonie berdyczowskim, w hromadzie Andruszówka. W 2001 roku liczyła 495 mieszkańców.